# Oligochaeta ramosa
Oligochaeta ramosa là một loài thực vật có hoa trong họ Cúc. Loài này được Wagenitz mô tả khoa học đầu tiên.